# Theologische Verlagsgemeinschaft
Die Theologische Verlagsgemeinschaft (TVG) ist eine Verlags-Arbeitsgemeinschaft des Brunnen Verlags Gießen und des SCM R. Brockhaus Verlags, Witten, der zur Stiftung Christliche Medien gehört.

## Geschichte
Die Verlagsgemeinschaft wurde am 18. Dezember 1978 durch die Verleger Ulrich Brockhaus und Wilfried Jerke gegründet. Da es bis zu dieser Zeit für evangelikale Studenten und Theologen kaum neuere Literatur gab, war es das erklärte Ziel der TVG, wissenschaftliche Literatur aus dem Spektrum evangelikaler Theologie zu publizieren, um so das theologische Arbeiten zu unterstützen. So wurden in der Folgezeit zahlreiche wissenschaftliche Reihen wie zum Beispiel die Reihe „Theologie und Dienst“, „Biblische Archäologie und Zeitgeschichte“, „TVG-Klassiker“, die TVG-Monografien oder auch die Lehrbuch-Reihe gestartet. Seit 1987 verlegt die TVG das Jahrbuch für Evangelikale Theologie, herausgegeben vom Arbeitskreis für evangelikale Theologie (AfeT) und der Arbeitsgemeinschaft für biblisch erneuerte Theologie (AfbeT). Ebenfalls von den beiden Verlagen gemeinsam herausgegeben wird die wissenschaftliche Bibelkommentar-Reihe „Historisch-Theologische Auslegung“ (HTA), wenngleich die Bände nicht das TVG-Logo tragen.
Zahlreiche wissenschaftliche Bücher gewannen so an Bedeutung, dass sie von ausländischen Verlagen in weiteren Sprachen veröffentlicht wurden.
Seit 1987 wird jährlich zusammen mit dem Arbeitskreis für evangelikale Theologie ein Literaturpreis, der mit 1000 € dotierte Johann-Tobias-Beck-Preis, gestiftet.